# Sân bay Cagliari-Elmas
Sân bay Cagliari-Elmas (IATA: CAG, ICAO: LIEE) là một sân bay quốc tế gần Cagliari trên đảo Sardinia, Italia. Nhà ga sân bay này gần đây đã được nâng cấp, thêm 6 cổng hành khách. Nhà ga có 42 quầy thủ tục. Năm 2007, sân bay này đã phục vụ 2.645.845 lượt khách. Năm 2003, nhà ga đã được tổng thống Italia Carlo Azeglio Ciampi khai trương. Nhà ga này có năng lực 4 triệu hành khách mỗi năm.

## Các hãng hàng không và các tuyến điểm
- Alitalia (Venezia)
- British Airways (London-Gatwick)
- Brussels Airlines (Brussels)
- easyJet (Basle, Geneva, London-Luton, Milan-Malpensa)
- Iberia
  - Air Nostrum (Madrid, Barcelona, Ibiza, Valencia)
- Jetairfly (Brussels)
- Lufthansa (Munich)
- Meridiana (Bologna, Florence, Milano-Linate, Milano-Malpensa [theo mùa 1 tháng 6 – 28 tháng 9], Milano-Orio al Serio, Napoli, Olbia, Palermo, Roma-Fiumicino, Paris-Charles de Gaulle, Turin, Verona)
- MyAir (Milan-Orio al Serio, Venice)
- Ryanair (Girona, Madrid, Milano-Orio al Serio, Pisa)
- Scandinavian Airlines System (Oslo)
- TUIfly (Cologne/Bonn, Munich, Stuttgart)